# Jagalana
Jagalana is een bestuurslaag in het regentschap Ogan Ilir van de provincie Zuid-Sumatra, Indonesië. Jagalana telt 1272 inwoners (volkstelling 2010).